# Szentdomonkos
Szentdomonkos è un comune dell'Ungheria di 565 abitanti (dati 2001). È situato nella contea di Heves.